# 乔治·罗斯
乔治·罗斯（英語：George Ross，1877年12月1日—1945年8月28日），英国男子竞技体操运动员。他曾获得1912年夏季奥运会体操比赛男子团体全能铜牌。他也参加了1908年夏季奥运会。